# Stenophylax muehleni
Stenophylax muehleni là một loài Trichoptera trong họ Limnephilidae. Loài này được phát hiện ở miền Ấn Độ - Mã Lai và miền Cổ bắc.